# Birkenfeld (huyện)
Birkenfeld là một huyện (Landkreis) trong bang Rheinland-Pfalz, phía tây nước Đức. Huyện này giáp các đơn vị (từ phía nam theo chiều kim đồng hồ) các huyện Sankt Wendel (Saarland), Trier-Saarburg, Bernkastel-Wittlich, Rhein-Hunsrück, Bad Kreuznach và Kusel.

## Lịch sử
Trong quá khứ, sông Nahe đã là ranh giới giữa hai tiểu công quốc Birkenfeld về phía tây Nahe, và Lichtenberg về phía đông của sông. Công quốc Birkenfeld bị Oldenburg thôn tín năm 1817; Lichtenberg trở thành một vùng đất nằm lọt ngoài Saxe-Coburg Saxe-Coburg-Saalfeld cho đến năm 1826, sau đó là Saxe-Coburg-Gotha. Đơn vị sau bị Phổ mua năm 1834 và trở thành huyện Sankt Wendel.
Sau Thế chiến II, nửa phía nam Sankt Wendel phải bị nhượng địa cho lãnh thổ mởi thành lập Saarland, và phần nhỏ còn lại ở Phổ được chính thức gọi là Restkreis Sankt Wendel ("huyện còn lại của Sankt Wendel"). Vào năm 1937, huyện Birkenfeld được sáp nhập với phần còn lại của huyện Sankt Wendel để lập huyện mới của Phổ là Birkenfeld.
Sau Thế chiến II, thêm 24 làng được nhượng qua cho Saarland. Cho đến năm 1970 thì huyện có ranh giới như ngày nay.

## Địa lý
Sông Nahe chảy qua huyện từ nam đến bắc. Phần phía tây sông nằm ở sườn đông của dãy núi Hunsrück.

## Thị xã và đô thị
Thị xã không thuộc Verband: Idar-Oberstein
| Verbandsgemeinden | Verbandsgemeinden | Verbandsgemeinden | Verbandsgemeinden |
| --- | --- | --- | --- |
| - 1. Baumholder 1. Baumholder1, 2 2. Berglangenbach 3. Berschweiler bei Baumholder 4. Eckersweiler 5. Fohren-Linden 6. Frauenberg 7. Hahnweiler 8. Heimbach 9. Leitzweiler 10. Mettweiler 11. Reichenbach 12. Rohrbach 13. Rückweiler 14. Ruschberg | - 2. Birkenfeld 1. Abentheuer 2. Achtelsbach 3. Birkenfeld1, 2 4. Börfink 5. Brücken 6. Buhlenberg 7. Dambach 8. Dienstweiler 9. Elchweiler 10. Ellenberg 11. Ellweiler 12. Gimbweiler 13. Gollenberg 14. Hattgenstein 15. Hoppstädten-Weiersbach 16. Kronweiler 17. Leisel 18. Meckenbach 19. Niederbrombach 20. Niederhambach 21. Nohen 22. Oberbrombach 23. Oberhambach 24. Rimsberg 25. Rinzenberg 26. Rötsweiler-Nockenthal 27. Schmißberg 28. Schwollen 29. Siesbach 30. Sonnenberg-Winnenberg 31. Wilzenberg-Hußweiler | - 3. Herrstein 1. Allenbach 2. Bergen 3. Berschweiler bei Kirn 4. Breitenthal 5. Bruchweiler 6. Dickesbach 7. Fischbach 8. Gerach 9. Griebelschied 10. Herborn 11. Herrstein1 12. Hettenrodt 13. Hintertiefenbach 14. Kempfeld 15. Kirschweiler 16. Langweiler 17. Mackenrodt 18. Mittelreidenbach 19. Mörschied 20. Niederhosenbach 21. Niederwörresbach 22. Oberhosenbach 23. Oberreidenbach 24. Oberwörresbach 25. Schmidthachenbach 26. Sensweiler 27. Sien 28. Sienhachenbach 29. Sonnschied 30. Veitsrodt 31. Vollmersbach 32. Weiden 33. Wickenrodt 34. Wirschweiler | - 4. Rhaunen 1. Asbach 2. Bollenbach 3. Bundenbach 4. Gösenroth 5. Hausen 6. Hellertshausen 7. Horbruch 8. Hottenbach 9. Krummenau 10. Oberkirn 11. Rhaunen1 12. Schauren 13. Schwerbach 14. Stipshausen 15. Sulzbach 16. Weitersbach |
| 1thủ phủ của Verbandsgemeinde; 2town | | | |